# غدر (طرويل)
غُدَر هي بلدية تقع في مقاطعة طرويل في أرغون بإسبانيا. كان عدد سكان البلدية 80 نسمة وفقًا لتعداد عام 2004 (INE).
أعطت هذه المدينة اسمها إلى سلسلة جبال غُدر.